# Алън (окръг, Канзас)
Окръг Алън (на английски: Allen County) е окръг в щата Канзас, Съединени американски щати. Площта му е 1308 km². Според преброяването през 2020 г. населението е 12 526. Административен център е град Айола.

## История
В продължение на много хилядолетия Големите равнини на Северна Америка са били обитавани от номадски индианци. От 16-ти до 18-ти век Кралство Франция претендира за собственост върху големи части от Северна Америка. През 1762 г., след френско-индийската война, Франция тайно отстъпва Нова Франция на Испания, съгласно Договора от Фонтенбло.
През 1802 г. Испания връща по-голямата част от земята на Франция, но запазва правото на собственост върху около 7500 квадратни мили. През 1803 г. по-голямата част от земята за съвременен Канзас е придобита от Съединените щати от Франция като част от покупката на Луизиана от 828 000 квадратни мили за 2,83 цента на акър.
През 1854 г. е организирана територия на Канзас. Окръг Алън е един от 33-те окръга, създадени от първия териториален законодателен орган през август 1855 г., шест години преди обявяването на щата Канзас през 1861 г. Той е кръстен на Уилям Алън, американски сенатор от Охайо. Към момента на създаването му Чарлз Пасмор е назначен за съдия; Би Уай Коуден и Барет Оуен  са назначени за комисари на окръга, а Уилям Годфри е назначен за шериф. Назначенията са временни до общите избори през 1857 г. Четиримата мъже са упълномощени да назначават окръжен чиновник и ковчежник, като по този начин завършват окръжната организация. 
Ричард Дж. Фукуа и семейството му се считат за първите бели заселници в окръга, пристигащи в долината на река Неошо през януари 1855 г. Следващото селище е направено близо до устието на Диър Крийк (наречен така заради изобилието от елени в района) от майор Джеймс Парсънс и двамата му сина Джеси и Джеймс. Населението нараства бързо през пролетта и лятото на 1855 г., като по-голямата част от него се намира на или близо до река Неошо.
Много от ранните заселници са били за робството, но малко роби всъщност са били докарани в окръга. Населението, което е било против робството изразява такава антипатия към своите съседи, настроени към робството, че робите в окръга там или са били освободени, или са отведени другаде в Канзас от техните господари. Имиграцията продължава през лятото и есента на 1856 г., макар и в намален брой.
Първият град и седалище на окръга е Кофачик. През пролетта на 1855 г. заселници от Форт Скот разполагат града в хълмист район източно от река Неошо и южно от устието на Елм Крийк. През юли 1855 г. Кофачик е обявен за град. Това е единственият град в окръг Алън за близо две години и като такъв е бил доста успешен, но през 1857 г. са построени други градове и Кофачик започва да запада почти веднага. Една от причините за упадъка е била липсата на питейна вода. Друг възможен принос за упадъка на града е напрежението между заселниците за и против робството. С развитието на съседните градове Хумболт и Йола, град Кофачик, почти изчезва до 1859 г. Седалището на окръга се мести за кратко в Хумболт през 1857 г., където остава до 1865 г., но през същата година Йола става седалището на окръга и запазва това до момента.
След поредица от спорове между жителите на окръга за това къде трябва да се намира окръжен затвор, първият затвор на окръг Алън е построен в Йола през 1869 г. на цена от 8 400 долара. Работи до 1959 г. Оттогава оригиналният затвор съществува само като музей.

## География
Според Бюрото за преброяване на САЩ, окръгът има обща площ от 505 квадратни мили (1310 km2), от които 500 квадратни мили (1300 km2) са земя и 5,0 квадратни мили (13 km2) (1,0%) са вода. Окръг Алън се намира в югоизточната част на щата, западно от Мисури и на около петдесет мили северно от Оклахома. По размер е двадесет и една мили от север на юг и двадесет и четири мили от изток на запад.
Почвата в окръга е плодородна и високопродуктивна. Основните разновидности на дърветата в окръга са източноамерикански черен орех, хикори, памуково дърво, дъб, хекбери и бряст.
Основното водно течение е река Неошо, която протича през западната част на окръга от север на юг. Нейните притоци са Индиан, Мартин, Диър, Елм и други малки потоци. Река Марматон извира източно от центъра на окръга и преминава през югоизточната му част. Река Литъл Осейдж извира недалеч от началото на река Марматон и тече на североизток. Нейните притоци са Мидъл Крийк на север и Саут Форк на юг. 

## Съседни окръзи
- Окръг Андерсън (север)
- Окръг Лин (североизток)
- Окръг Бърбън (изток)
- Окръг Ниошо (юг)
- Окръг Уилсън (югозапад)
- Окръг Удсън (запад)
- Окръг Кофи (северозапад)